# Římskokatolická farnost u katedrály sv. Petra a Pavla, Brno

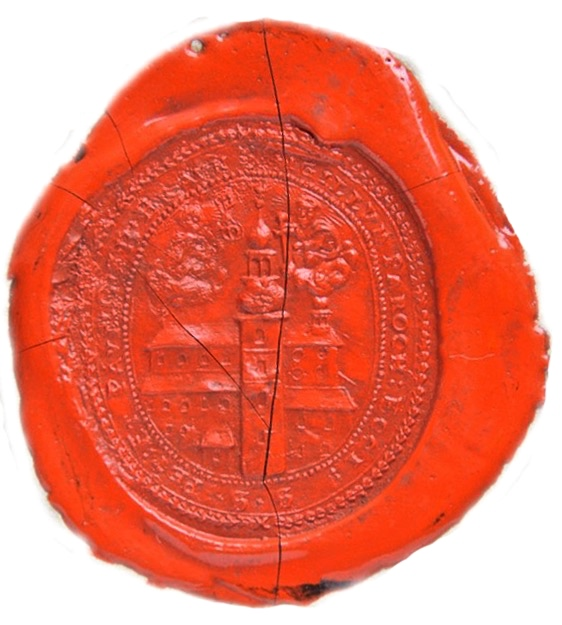
Pečeť farního kostela sv. Petra a Pavla při brněnské kapitule, 18. století

Římskokatolická farnost u katedrály sv. Petra a Pavla, Brno je územním společenstvím římských katolíků na území brněnského děkanství brněnské diecéze. Jde však o exemptní farnost, která není součástí děkanství.

## Historie duchovní správy
Počátky chrámu na petrovském kopci sahají až do 70. let 12. století. Původně šlo o filiální kostel románského kostela sv. Michala, ve 13. století se stal farním. Jeho význam vzrostl roku 1296, kdy se stal kostelem proboštským s kolegiátní kapitulou kanovníků. V období gotiky prošel kostel několika přestavbami. Během třicetileté války kostel vyhořel a jeho obnova proběhla ve dvou barokních fázích v letech 1651–1652 a 1743–1746. Když papež Pius VI. bulou z roku 1777 potvrdil zřízení Biskupství brněnského, byl kostel sv. Petra a Pavla povýšen na katedrálu.

## Duchovní správci
Farářem byl od 1. srpna 2013 jmenován R. D. Mgr. Ing. Pavel Konzbul, Dr.Spolu s ním ve farnosti od 29. června 2014 působil farní vikář R. D. Mgr. Bc. Václav Hejč.Novým farářem byl od 1. srpna 2016 jmenován R. D. ThLic. Tomáš Koumal. V létě 2023 byl farářem jmenován J.M. can. Mgr. Pavel Šenkyřík, biskupský vikář pro pastoraci a vzdělávání v diecézi brněnské.

## Kněží pocházející z farnosti
V roce 2015 byli vysvěceni dva novokněží, pocházející z farnosti - Mgr. Zdeněk Drštka a Mgr. Tomáš Fránek, B.A.

## Bohoslužby
| Kostel                          | Místo      | Bohoslužba                                       | Poznámka                                                                            |              |
| ------------------------------- | ---------- | ------------------------------------------------ | ----------------------------------------------------------------------------------- | ------------ |
| Katedrála svatého Petra a Pavla | Brno-střed | neděle pondělí úterý středa čtvrtek pátek sobota | 7.30 (latinská), 9.00 (pro rodiny s dětmi), 10.30 7.30 7.30, 19.00 7.30, 17.30 7.30 | farní kostel |

## Aktivity ve farnosti
V roce 2005 byla v chrámu otevřena trvalá expozice s názvem Klenotnice katedrály, v níž mohou návštěvníci vidět bohoslužebné textilie, monstrance, kalichy a další předměty. Vedle kaple Zvěstování Páně se vzácným renesančním oltářem byla v severním vchodu katedrály zpřístupněna nová adorační kaple Těla Kristova, jejíž oltář i interiér navrhl a realizoval Otmar Oliva. Od roku 2000 je každý čtvrtek v katedrále sloužena poutní bohoslužba. V 16.30 hodin jí předchází adorace, v 17.25 hodin následuje modlitba na úmysly Svatého otce a v 17.30 hodin poutní mše. Každý pátek večer od 20.00 hod je příležitost k tiché adoraci a k přijetí svátosti smíření - tzv. Nikodémova noc. Farnost se pravidelně účastní akce Noc kostelů.

### Kultura
Ve farnosti je aktivní Dómský smíšený sbor, orchestr katedrály, Dómský komorní sbor, scholy Pavlováček a Petrováček. Při nedělní latinské bohoslužbě jednou měsíčně vystupuje Svatomichalská gregoriánská schola. Zejména v období kolem vánočních a velikonočních svátků se v katedrále koná řada koncertů duchovní hudby, často benefičních. Tradici mají také folkové večery v kryptě.

### Vzdělávání
Každý pátek po mši svaté probíhá "Biblická hodina". Každý čtvrtek se konají hovory o víře pro dospělé - příprava ke křtu a biřmování. Dvakrát měsíčně se koná ve středu setkání tzv. třicátníků, v adventní a postní době pak farní duchovní obnova. Každé úterý v akademickém roce se nabízí setkání a přednášky pro společenství vysokoškoláků. V kryptě katedrály probíhá cyklus přednášek na různá aktuální témata.

### Setkání
Každou neděli dopoledne je možnost setkání ve farní kavárně. Konává se farní karneval, farní ples i farní grilování. V pátek po večerních bohoslužbách se schází společenství mladších ministrantů a v neděli v podvečer společenství farní mládeže.